# Ostmauerstraße 1 (Tribsees)

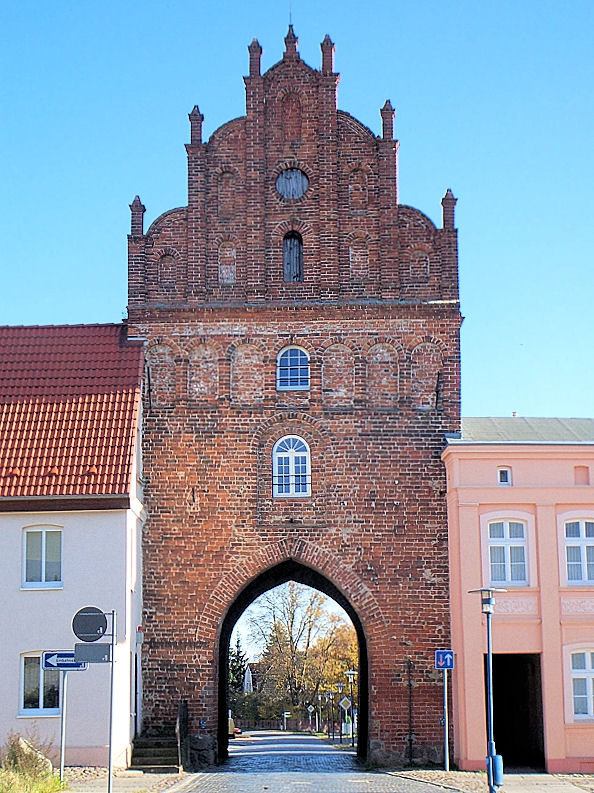
Wohnhaus rechts vom Steintor

Das Wohnhaus Ostmauerstraße 1 in Tribsees (Mecklenburg-Vorpommern) neben dem Steintor stammt aus dem 19. Jahrhundert.
Das Gebäude steht unter Denkmalschutz.

## Geschichte
Die Stadt Tribsees mit 2598 Einwohnern (2020) wurde 1140 als Burg erstmals erwähnt.
Der zweigeschossige klassizistische verputzte Gebäude mit einem Mezzaningeschoss und dem seitlichen Durchgang stammt aus der ersten Hälfte des 19. Jahrhunderts.
Im Rahmen der Städtebauförderung der Modellstadt wurde in den 1990er Jahren das Haus saniert.